# Livstycke

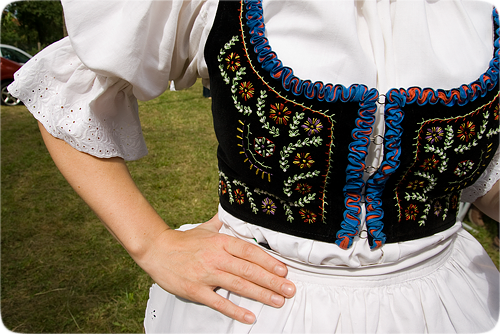
Broderat livstycke.

Livstycke, tättsittande linne/dräktliv som täcker bålen.
Plagget uppkom under 1500-talet då kjol och liv började tillverkas som separata plagg. Oftast används det även om mansplagg motsvarande västar då de knäpps med hyskor istället för knappar. Seden att skilja kjol och livstycke i separata plagg upptogs av allmogen i slutet av 1600-talet.
Livstycke har från slutet av 1800-talet använts som benämning på ett underplagg för barn och kvinnor i bruk fram till 1950-talet, som användes för att fästa strumporna med strumpeband.